# Música programàtica
Música programàtica és la música que té per objectiu evocar idees o imatges extra-musicals en la ment de l'oient, representant musicalment una escena, imatge o estat d'ànim. Al contrari, s'entén per música absoluta aquella que s'aprecia per ella mateixa, sense cap referència particular al món exterior a la mateixa música. El terme s'aplica exclusivament en la tradició de la música clàssica europea, particularment en la música del període romàntic del segle xix, durant el qual el concepte va atènyer gran popularitat, tot i que abans ja hi havien existit peces de caràcter descriptiu. Habitualment el terme es reserva a les obres purament orquestrals (peces sense cantants ni lletra) i, per tant, no escau utilitzar-lo per a l'òpera i els lieder.

## Història de la música programàtica

### Renaixement
Els compositors del Renaixement van escriure una abundant quantitat de música programàtica, especialment per a clavecí, incloent-hi obres com ara The Fall of the Leafe (La caiguda de la fulla) de Martin Peerson o The Battell (La batalla) de William Byrd. Per a aquesta darrera obra, el compositor va elaborar una descripció escrita de les diferents seccions: "Emplaçament dels soldats, marxa d'infanteria, marxa de cavalleria, trompetes, marxa irlandesa, gaita i tabal, flauta i tabal, marxa a la batalla, les tropes s'enfronten, retirada, gallarda de la victòria."

### Període barroc
Probablement l'obra més famosa del barroc siga Les quatre estacions d'Antonio Vivaldi, un conjunt de quatre concerts per a violí i orquestra de corda que il·lustra les estacions de l'any amb pluja, el brunzir de les mosques, vents gelats, relliscades sobre el gel, camperols ballant i moltes més coses. El programa de l'obra s'explicita amb una sèrie de quatre sonets escrits pel compositor. Altra obra programàtica barroca molt coneguda és el Capritx sobre el comiat d'un estimat germà, BWV 992, de Johann Sebastian Bach, les seccions del qual porten encisadors títols descriptius ("Els amics l'envolten i intenten dissuadir-lo d'anar-se'n", "Li expliquen els perills que pot trobar-hi", "El lament dels amics", "Com que no poden dissuadir-lo, se n'acomiaden", "Ària del postilló", "Fuga en imitació de la trompa del postilló").

### Període clàssic
Potser és aquest període el que va donar menys música programàtica. En aquest període, més que en cap altre, la música es nodria dels seus recursos interns, notablement en les obres compostes en forma sonata. No obstat, es creu que un cert nombre de les primeres simfonies de Franz Joseph Haydn poden haver estat música de programa; per exemple, el compositor va dir en una ocasió que una de les seues primeres simfonies representava "un diàleg entre Déu i el pecador". No se sap a quina de les seues simfonies es referia. Un compositor menys conegut de l'època clàssica, Karl Ditters von Dittersdorf, va escriure una sèrie de simfonies basades en les Metamorfosis d'Ovidi.

### Període romàntic
La música programàtica va florir especialment en el Romanticisme. El fet de poder evocar en l'oient una experiència específica més enllà de sentir-se davant d'un músic o d'un grup de músics, està relacionat amb la idea romàntica del Gesamtkunstwerk, que considerava les òperes de Richard Wagner com una fusió de totes les arts (escenografia, dramatúrgia, coreografia, poesia, etc.), encara que de vegades es basara només en la música per a il·lustrar conceptes artístics multifacètics, com una pintura o un poema. Els compositors creien que les noves possibilitats sonores que aportava l'orquestra romàntica els permetia centrar-se en les emocions, o en altres aspectes intangibles de la vida, molt més que en el barroc o l'era clàssica.
Beethoven sentia una certa reluctància a compondre música programàtica, i va dir de la seua Simfonia núm. 6 (Pastoral - 1808) que "l'obra sencera pot ser percebuda sense descripció - és més una expressió de sentiments que un poema musical". Tot i això, l'obra conté descripcions dels cants dels ocells, el remor d'un rierol, una tronada, etc. Beethoven va tornar més tard a la música de programa amb la seua Sonata per a piano Op. 81a, Les Adieux, que descriu el comiat i el retorn del seu benvolgut amic l'Arxiduc Rodolf.
La Simfonia Fantàstica d'Hector Berlioz és una narració musical d'una història d'amor hiperbòlicament emocional viscuda per l'autor. Franz Liszt va proporcionar programes explícits per a moltes de les seues peces per a piano, però també és l'inventor del poema simfònic. L'any 1874, Modest Mússorgski va compondre, utilitzant només les possibilitats dinàmiques del piano, una sèrie de peces descrivint la contemplació de deu pintures i dibuixos dels seus amics en una galeria. Es tracta de Quadres d'una exposició, més tard orquestrada per Maurice Ravel. El compositor francès Camille Saint-Saëns va compondre moltes peces breus que també va qualificar de poemes simfònics. Entre els més populars cal destacar la Dansa Macabra i alguns moviments de El Carnaval dels animals. El compositor francès Paul Dukas és recordat pel seu poema simfònic L'aprenent de bruixot, basat en un conte de Goethe.
Possiblement el compositor més adepte a la música de programa va ser l'alemany Richard Strauss, que va compondre poemes simfònics com ara Tod und Verklärung (retratant l'agonia d'un home i la seua entrada al cel), Don Joan (basada en la clàssica llegenda de Don Joan), Till Eulenspiegels lustige Streiche (basada en episodis de la vida del personatge llegendari alemany Till Eulenspiegel), Don Quixote (retratant episodis de l'obra de Miguel de Cervantes, Don Quixot), Ein Heldenleben (que descriu episodis de la vida d'un heroi anònim, que sovint s'ha identificat amb el mateix Strauss) o la Sinfonia Domestica (que narra episodis de la vida familiar del compositor, incloent-hi el moment de portar els infants al llit). S'ha dit que Strauss va afirmar que amb música pot descriure's qualsevol cosa, fins i tot una cullereta de cafè!

### Segle XX
En el segle xx, la Suite Lírica d'Alban Berg va ser considerada durant molt de temps música absoluta, però l'any 1977 es va descobrir que de fet estava dedicada a Hanna Fuchs-Robettin. Leitmotiv importants estan basats en les sèries melòdiques A–B–H–F, que són les seues inicials combinades. El darrer moviment conté una recreació d'un poema de Baudelaire, suprimida pel compositor per a la publicació.

## Música popular com a música programàtica
El terme "música programàtica" no s'usa quan es parla de música popular. La tradició de peces exclusivament orquestrals amb programa ha gaudit de continuïtat en algunes peces per a orquestra de jazz, principalment degudes a Duke Ellington. Les peces instrumentals en la música popular sovint tenen un títol descriptiu suggestiu, pel que poden ser considerades música de programa, i s'hi poden trobar álbums dedicats a desenvolupar una idea programàtica concreta (per exemple, China de Vangelis o The Songs of Distant Earth de Mike Oldfield). Alguns gèneres de música popular són més susceptibles que altres de contenir elements programàtics; com ara new age, surf rock, jazz fusion, progressive rock, art rock o diversos gèneres de techno music.